# Bobby Di Cicco
Robert Leonard Di Cicco, conosciuto come Bobby Di Cicco (Itasca, 1954), è un attore e comico statunitense di origini italiane.

## Biografia
Nato in Illinois 1954 da una famiglia proveniente dall'Italia meridionale, cominciò giovanissimo a recitare e fu ingaggiato per alcuni sketch e show televisivi a partire dal 1970. Nel 1978 partecipò al suo primo film, 1964 - Allarme a N.Y. arrivano i Beatles! di Robert Zemeckis. Divenne più noto come attore grazie al ruolo di Wally Stephens nella commedia 1941 - Allarme a Hollywood (1979) di Steven Spielberg, mentre l'anno seguente ebbe un ruolo nel film Il grande uno rosso (1980) di Samuel Fuller. Nel 1982 prese parte al film Night Shift - Turno di notte, con la regia di Ron Howard; due anni più tardi ricoprì un ruolo da co-protagonista nel film di fantascienza Philadelphia Experiment (1984), al fianco di Michael Paré. Tra le sue apparizioni televisive vi sono anche due episodi nelle serie La signora in giallo (1986-1994) e The Night Of - Cos'è successo quella notte? (2016).

## Filmografia

### Attore

#### Cinema
- 1964 - Allarme a N.Y. arrivano i Beatles! (I Wanna Hold Your Hand), regia di Robert Zemeckis (1978)
- Towing, regia di Maura Smith (1978)
- 1941 - Allarme a Hollywood (1941), regia di Steven Spielberg (1979)
- Il grande uno rosso (The Big Red One), regia di Samuel Fuller (1980)
- National Lampoon's Movie Madness (Movie Madness), regia di Bob Giraldi e Henry Jaglom (1982)
- Night Shift - Turno di notte (Night Shift), regia di Ron Howard (1982)
- Wavelength, regia di Mike Gray (1983)
- Les Voleurs de la nuit, regia di Samuel Fuller (1984)
- Splash - Una sirena a Manhattan (Splash), regia di Ron Howard (1984)
- Philadelphia Experiment (The Philadelphia Experiment), regia di Stewart Raffill (1984)
- The Supernaturals, regia di Armand Mastroianni (1986)
- Bersaglio n. 1 (Number One with a Bullet), regia di Jack Smight (1987)
- Il ritorno di Tiger (Tiger Warsaw), regia di Amin Q. Chaudhri (1988)
- Double Revenge, regia di Armand Mastroianni (1988)
- Sono morta... e vi ammazzo (She's Back), regia di Tim Kincaid (1989)
- A Man Called Sarge, regia di Stuart Gillard (1990)
- Violenza a un minorenne (Frame Up), regia di Paul Leder (1991)
- Trappola d'acciaio (The Last Hour), regia di William Sachs (1991)
- Maniac Cop 3 - Il distintivo del silenzio (Maniac Cop 3: Badge of Silence), regia di William Lustig (1993)
- The Baby Doll Murders, regia di Paul Leder (1993)
- Killing Obsession, regia di Paul Leder (1994)
- Ghoulies IV, regia di Jim Wynorski (1994)
- Un'intervista con Dio (An Interview with God), regia di Perry Lang (2018)

#### Televisione
- Giorno per giorno (One Day at a Time) – serie TV, episodio 7x02 (1981)
- New York New York (Cagney & Lacey) – serie TV, episodio 2x05 (1982)
- Un salto nel buio (Tales from the Darkside) – serie TV, episodio 2x01 (1985)
- Scandal Sheet, regia di David Lowell Rich - film TV (1985)
- Un giustiziere a New York (The Equalizer) – serie TV, episodio 1x18 (1986)
- A-Team (The A-Team) – serie TV, episodio 5x13 (1987)
- La signora in giallo (Murder, She Wrote) – serie TV, episodi 2x19-10x12 (1986-1994)
- The Night Of - Cos'è successo quella notte? (The Night Of) – miniserie TV, episodi 1x03-1x06 (2016)

### Doppiatore
- Le nuove avventure di Charlie (All Dogs Go to Heaven 2), regia di Larry Leker e Paul Sabella (1996)